# Fort de Scarpe
Le fort de Scarpe, construit de 1670 à 1672 au nord-est de Douai, est un fort de type Vauban. Déclassé et démoli en 1889, il ne reste aujourd'hui aucune trace de cette fortification.